# Арсенальная улица (Киев)
Арсена́льная у́лица (укр. Арсена́льна ву́лиця) — улица в Печерском районе города Киева, местность Печерск. Пролегает от улицы Алмазова до тупика.
К Арсенальной улице примыкают улицы Ковнира, Лескова и Немировича-Данченко.

## История
Арсенальная улица возникла в 1-й половине XIX века под таким же названием. По одной версии название улицы происходит от расположенного на Печерске завода «Арсенал»), по другой — от арсенала, который в 1854 году был переведён в бывший форт Новой Печерской крепости.
Улица также фигурировала под названием Зашия́новский переу́лок, как проложенный за зданиями домовладельца Шиянова.

## Важные учреждения
- Государственная инспекция с контролю за ценами по Киевский области (№ 1-Б)
- Государственный комитет Украины по вопросам регуляторной политики и предпринимательства (№ 9/11)
- Государственный комитет ядерного регулирования Украины (№ 9/1)
- Киевский городской родильный дом № 1 (№ 5)
- Библиотека для детей Печерского района № 8 (№ 17)
- Посольство Малайзии на Украине (№ 18)